# Potthoff
Potthoff is een historisch merk van motorfietsen.
De bedrijfsnaam was: Fritz Potthoff, Mechanische Werkstätten & Motorradbau, Breslau.
Dit was een Duits merk dat van 1924 tot 1926 kleine aantallen lichte motorfietsen met de Engelse 185cc-Norman-eencilinder-kopklepmotor produceerde.
Potthoff was een van de honderden bedrijfjes in Duitsland die in de eerste helft van de jaren twintig begonnen met de productie van lichte, goedkope motorfietsjes. Door de grote concurrentie en het ontbreken van een dealernetwerk gingen verreweg de meeste van deze kleine producenten in 1925 en 1926 ter ziele.